# Кокоев, Юрий Юрьевич
Ю́рий Ю́рьевич Коко́ев (род. 21 августа 1980, Цхинвали, Юго-Осетинская АО, СССР) — российский футболист, нападающий.

## Карьера

### Клубная
Начал заниматься футболом в Цхинвале, первым его тренером был Инал Окроевич Гагиев. В 1992 оду он перебрался в Москву, где и продолжил свою карьеру в «торпедовской школе мастерства», в составе которой становился чемпионом города. Профессиональную карьеру начал в 1997 году в команде Второго дивизиона «Спартак» Анапа, однако уже в следующем сезоне перешёл во владикавказскую «Аланию». 30 августа 1998 года в домашнем матче 23-го тура на 88-й минуте вышел на поле, заменив Александра Чайку. Однако в конце сезона Кокоев получил травму, повредив паховые кольца, далее последовала операция, а сам футболист, понимая, что в «Аланию» ему уже было не пробиться, был вынужден искать новую команду, пробовал свои силы в другом владикавказском клубе — «Автодоре», однако клубу не подошёл и на год остался вне футбола. Восстановившись после травмы, пробовал силы в новороссийском «Черноморце», но тоже безуспешно. В 2000 году перешёл в «Жемчужину» Сочи, которая выступала в Первом дивизионе, поначалу в основном сидел на скамейке запасных. После выездного матча, который состоялся 8 июня 2000 года, против «Арсенала», в котором он, выйдя на замену, отличился голом, главный тренер сочинцев Арсен Найдёнов стал регулярно выпускать футболиста на поле. 8 июля Кокоев в матче против «Томи» получил травму ключицы и на 19-й минуте был заменён. Лечился до конца сезона, а сочинская команда вылетела во Второй дивизион, после чего Кокоев перешёл в «Кузбасс-Динамо» Кемерово. После того, как команда снялась с соревнований ввиду банкротства, перешёл в «Автодор». В 2004 году играл за ставропольское «Динамо», провёл 17 матчей, каждый раз выходя на замену. В 2005 году играл в ЛФЛ за «Черноморец», называвшийся тогда «Новороссийском». В 2007 году выступал за «Нару» Наро-Фоминск и в ЛФЛ за возрождённую сочинскую «Жемчужину». В дальнейшем играл за любительский клуб «Спартак» (Цхинвал).

### В сборной
В 1996 году Юрия Кокоева заметили тренеры юношеской сборной Леонид Пахомов и Александр Кузнецов, после чего футболиста пригласили в юношескую команду России. В том же году он участвовал вместе со сборной на международных турнирах в Португалии и на Мальте, которые являлись отборочными играми к юношескому чемпионату Европы 1997 года.